# Marvel's Spider-Man 2
『Marvel's Spider-Man 2』（マーベルズ スパイダーマン 2）は、インソムニアックゲームズが開発し、ソニー・インタラクティブエンタテインメントより2023年10月20日に発売されたPlayStation 5用ゲームソフト。PC（Steam/Epic Games）版では2025年1月31日に発売予定。

## 概要
本作は、アメコミ（マーベル・コミック）原作のヒーロー「スパイダーマン」を基にしているゲーム作品。『Marvel's Spider-Man』の主人公であるピーター・パーカー及び『Marvel's Spider-Man:Miles Morales』の主人公であるマイルズ・モラレスの2人を操り、ゲームオリジナルの世界観を基に数々の事件に挑む、というゲームである。

## ストーリー
主人公であるピーター・パーカーとマイルズ・モラレスは2人でスパイダーマンズとしてニューヨークの治安を守っていた。
そんなある日、セルゲイ・クラヴィノフ（クレイブン・ザ・ハンター）率いるハンター集団が新たな獲物を求め、狩りの場をニューヨークへ移そうとしていた。

## システム
ウェブ・ウィングという機能が追加され、空中を滑空できるようになった。また、ピーターとマイルズにはそれぞれ異なる特殊能力が与えられている。特定イベント中でなければ任意に入れ替えることができるが、ミッションによっては一方でしか参加できない。

## 評価

### 批評
ゲーム雑誌「ファミ通」でのクロスレビューは、40点満点中38点でプラチナ殿堂入りを果たした。

### 売上
『Marvel's Spider-Man 2』は発売から最初の24時間で、パッケージ版とダウンロード版を合わせて250万本以上を売り上げ、PlayStation Studiosが開発したゲームの中で史上最速の販売本数を記録した。その後、売上は11日間で500万本以上に達し、2024年2月4日に1000万本を達成した。

## 登場キャラクター

### スパイダーマンサイド
ピーター・ベンジャミン・パーカー / スパイダーマン
声：興津和幸 / 英：ユーリ・ローエンタール
主人公の1人。25歳。マイルズの通う「ブルックリン・ヴィジョンズ・アカデミー」の教員として働き始めるが、出勤初日に暴れるサンドマンの対処に向かった結果「非常事態に生徒を置いて逃げ出した」と判断され、校長からクビを言い渡されてしまう。
その後ハリーと再会し、彼が起ち上げた「エミリー・メイ財団」で働かないかと誘われ、共に働くことを決意する。
クレイブンの事件を追う中で致命傷を負ってしまい死ぬ寸前だったが、ハリーからシンビオートが乗り移った事で傷が回復し、更にはシンビオートの凄まじい力を得る。しかし、逃げ回るリザードに対する苛立ちやハリーの生命線を奪ってしまっている焦りからシンビオートに増幅された激情に支配されてはじめてしまう。暴走が加速した結果、コナーズ博士の救出に成功するも本来の目的である「スーツの移譲」を拒むようになり、その強力な力に溺れていき必至に頑張っているマイルズや心配するMJやハリーなどに対しても高圧的で辛辣な態度を取るようになっていく。
スパイダーマンとしての固有能力はDr.オクトパスの技術を参考にしたスパイダー・アームと、シンビオートに融合されてからはその能力を扱えるようになる。
マイルズ・モラレス / スパイダーマン
声：勝杏里 / 英：ナジ・ジェター
主人公の1人。17歳。「ブルックリン・ヴィジョンズ・アカデミー」の生徒。マーティン・リーに対しては、父親を殺された怒りを抱いている。固有能力は電撃を操るヴェノムパワーで、感電させられる他サンドマンに対して極めて有効。
スパイダーマンとしての固有能力はヴェノムパワーと、リーと接触した際にヴェノムパワーとネガティブエネルギーが反応して進化した、エボルヴ・ヴェノム。未知の力であるため、当初は完全に解明できておらずストーリー進行に応じていくつもの使い方が発現していく。
ハリー・オズボーン
声：石川界人 / 英：グラハム・フィリップス
ピーターとMJの親友。病が完治し、3年ぶりにピーターとMJに再会する。新たに「エミリー・メイ財団」を起ち上げる。
しかし、その薬として使用されたのはシンビオートで、病気の進行を止めていた。当初は本来の優しいハリーではあったが、ピーターがクレイブンとの戦いで重傷を負った際にシンビオートがピーターに乗り移ったことで病状が進行してしまう。シンビオートを失った事と、ピーターがシンビオートにより怒りを増幅したこともあり、二人の間には亀裂が入ってしまう。
その後何とかピーターがシンビオートを分離し、コナーズ博士に破壊してもらおうとしたことが自分をないがしろにされたという怒りからシンビオートと共鳴、再びシンビオートを取り込みヴェノムへと変貌してしまう。そして、感情に任せてオズコープ警備員多数とクレイブンを殺害してしまったことで精神が限界に達し、「世界を癒す」という目的のためにシンビオートで世界を覆い尽くそうとする。
凶悪な振る舞いであるものの、目的はあくまで世界から苦痛を取り除くことであり、爆発的に増殖したシンビオートでNY中を覆いつくしはしても破壊活動自体はあまりない。ピーターに対しても捨てられた怒りはあっても殺意は抱いてない様子であり、一緒になろうと積極的に勧誘してきている。
メリー・ジェーン・ワトソン（通称MJ）
声：森なな子 / 英：ローラ・ベイリー
ピーターの彼女。大手新聞社「デイリー・ビューグル」の記者として働いているが、ジェイムソンからの過度な記事を要求されておりクビの危機にある。
更には、ヴェノムになったハリーに襲われてしまい、スクリームへと変貌させられてしまう。
今回も操作キャラとして使用可能で、シムカリアで入手したテーザー銃を所持している。
ガンケ・リー
声：高木渉 / 英：グリフィン・プアトゥ
マイルズの親友。前作同様にマイルズのサポートを担当する少年。もう1人のスパイダーマンの正体もマイルズから聞いているのでピーターの事も既に知っている。サンドマンの暴走事件で通信が壊滅したため、スパイダーマンズに「隣人アプリ」を開発する等、前作以上に活躍し協力する。
リオ・モラレス
声：滝沢ロコ / 英：ジャクリーン・ピノール
マイルズの母。前作で市議会議員として当選し、街の為に尽力する人物として知られている。
ヘイリー・クーパー
声：酒井玲 / 英：ナターシャ・オフィリ
マイルズの片思いの相手。失語症で、マイルズやガンケらとは手話でコミュニケーションをとる。街ではちょっと知られた絵画アーティストで、スプレーでの壁面アートを好んで描いており、イベントでアートを描くイベントがある。
ユリコ・“ユリ”・ワタナベ / レイス
声：恒松あゆみ / 英：タラ・プラット
ニューヨーク市警の元女性警部。1作目のDLCで法の限界を感じて容疑者を殺害。その後姿を暗ましていたが、紫のスーツと仮面を被り、鎖鎌を武器にクライムファイター「レイス」として活動をはじめた。人を救いたい気持ちは変わらずあるものの、「多くを救うために1人を殺す」と、スパイダーマンや警察時代とは全く違う思想になっている。主にフレイム率いるカルト集団を追う。
アーロン・デイビス（通称アーロンおじさん）
声：藤真秀 / 英：アイク・アマディ
マイルズの叔父。前作ではプラウラーというヴィランとして活動していたが、今作では出所して仮釈放中。プラウラーとしては完全に引退しており、マイルズにある目的のために久しぶりに再会する。

### ヴィラン
ヴェノム
声：楠大典 / 英：トニー・トッド
宇宙生命体「シンビオート」がハリーに寄生して変貌した姿。当初は自己学習型のエグゾスーツとハリーは説明されており、ハリーも力の使い方をよく理解していなかった。スパイダーマンがシンビオートの力を使った事で寄生された事を知ったコナーズ博士から宇宙生命体であることが明かされた。
人に寄生する事で宿主の肉体的能力の向上や、現代の医学では治癒不能な病の飛躍的な治療などをもたらす。だが、そのプラスに反して人間の感情に特に反応し、中でも負の感情を特に増幅するのが特長で、ピーターのリザードが捕まらない焦りや、第1作目でメイを失った時に力を求めていたマイナス的な感情を過剰に増幅させて彼を暴走させたり、死が迫るハリーの焦りに目を付け取り込み暴走させてヴェノムとして変貌した。
本作の2年前にオズボーン邸の秘密部屋でノーマンの手でハリーに寄生しており、ピーターたちの前に現れた時は治療が済んだように見えたが、実際は病気の進行をシンビオートで防いでいただけであった。コニーアイランドでコースター崩落の危機にその力を発揮し、ハリーをヒーローとして活躍させた。その後、クレイブンとの戦闘でピーターが瀕死の重傷を負った際に一時的にピーターに寄生して彼を蘇生させただけでなく、その能力を学習した。
宿主と共生する事でその細胞を移動先の宿主に残して同族を増やすことも可能。この能力でハリーに戻った後のピーターが再びシンビオートに取り込まれそうになったり、MJに自身の細胞を寄生させてスクリームを生み出した。
スパイダーマンの能力を模した能力を持つだけでなく、ウェブやスパイダーセンスを無効化する能力とその巨体から繰り出されるパワーでスパイダーマンを圧倒する。
セルゲイ・クラヴィノフ / クレイブン・ザ・ハンター
声：岩崎ひろし / 英：ジム・ピリ
原作ではロシア出身の著名なハンター。
様々なハイテク装備やドローン兵器、高度に訓練された狩人たちを率いる集団「ハンター」の首領。ゲーム中でもどこかの国の密林にて自分を獲物にした仲間内での狩りをしていたが、手応えの無さと、病に犯され余命幾許もない体で最後の狩りの為にニューヨークにいるスーパーヴィランたちを獲物として求め、ニューヨークを「狩り場」とし、ハンター集団を率いて街中で暴れ回る。
生身ながら薬物による身体強化を施しているためバルチャーをはじめスーパーヴィランたちを凌駕する非常に高い戦闘能力を維持しており、スパイダーマンでさえ1対1では歯が立たず1度は死にかけるまで追い詰めた。
ショッカー・バルチャー・エレクトロたちを次々と殺害し、移送されるスコーピオンとマーティン・リーを捕獲してスコーピオンを殺害。更にはリザードをメインターゲットに据えてDr.コナーズを捕獲して暴走させリザードを再び街に解き放った。スパイダーマンに寄生したブラックスパイダーマンの力を見てシンビオートにも興味を示す。
マーティン・リー / ミスター・ネガティブ
声：宮本充 / 英：ステファン・オイヤング
クレイブンの標的の1人で、元億万長者。超破壊的な負のエネルギーを生み出してコントロールする能力を持つ。
「ラフト」に収監されていたが、「レイブンクロフト」へ移送中にハンター集団の襲撃を受け、クレイブンによって身柄を拘束される。当初は悪辣な態度が目立っていたが、捕獲された先で殺し合いを強要されたせいか精神的に疲弊し、マイルズが相対した時はいくらか落ち着いた様子を見せている。自分のネガティブエネルギーにも屈さず、仇である自分を許した彼に心を打たれて改心し、己の命を懸けて暴走したピーターを救う手助けをしている。
フレイム / クレタス・キャサディ
声：咲野俊介 / 英：チャド・ドレック
凶悪なカルト集団のリーダー。街の至る所で放火や襲撃、焼印を振り回した暴行などギャング以上に信者たちは暴れまわっている。
終盤にオズコープの貨物列車を襲撃し、赤いシンビオートを強奪する。
本作ではあくまでフレイムとしての活動のみとなっている。
フリント・マルコ / サンドマン
声：かぬか光明 / 英：レアンドロ・カノ
放射線を浴びた特殊な砂でできた怪物。物語開始時、妄想に取り憑かれ、ダウンタウンで巨大化し暴れ回った。その際に彼の良心が固まった結晶が砕け散り、その結晶を回収するというミッションがある。
スパイダーマンズによって倒され逮捕された際に、何者かがニューヨークに向かっていることを2人に警告する。その後の結晶回収のミッションで、実はクレイブンにより自宅を襲撃され、娘を拐われたと誤解した事もありやむなく暴れていた事が判明した。
カート・コナーズ / リザード
声：根本泰彦 / 英：マーク・ウィッテン
クレイブンの標的の1人で、ハリーの主治医。シンビオートの隕石にまつわる事件により右腕を失っている。
現在は更生して真っ当に働いていたが、クレイブンの標的になってしまい捕獲され、またしても変身させられてしまったが、ピーターの用意した血清で元に戻った。
その後はシンビオートの情報提供などのサポートとしてピーターに協力する。
クエンティン・ベック / ミステリオ
声：速水奨 / 英：ノシル・ダラル
特殊効果のエキスパート。最近釈放され、コニーアイランドにアトラクション「ミステリウム」を開く。
本人には悪意はなかったものの倫理観に少々問題があり、よりリアルなエンターテインメントのためにクレジットカード情報を抜き取って個人情報を収集し、利用者に見せるバーチャル映像の材料にするという手段を使っていた。クレジット情報を抜き取る手法をビジネスパートナーに悪用されてしまった。
ベッツィー
ベックがミステリウムを協力経営するパートナー。実はベックを隠れ蓑にしてミステリウムにバグを発生させた張本人。ミステリオ復活事件の黒幕。ベックがミステリオとして復活したように見せかけ自分たちは現金を奪う計画を企んだ。ミステリウム内で偽のミステリオとしてスパイダーマンと戦うも敗北して逮捕された。
コール
ベックと組んでいるミステリウムの技術サポーター。彼女もまたベッツィーと共に現金を奪う計画を立てている。ミステリオ復活のもう一人の黒幕。スパイダーマンの活躍で2人とも逮捕された。
フェリシア・ハーディ / 二代目ブラックキャット
声：高垣彩陽 / 英：エリカ・リンドベック
クレイブンの標的の1人で、黒いレザースーツにしなやかな身体を包む美術品泥棒。ピーターの元彼女。どうやらバイセクシャルらしい。パリにいる恋人の元に急ぐ必要があったため、古代遺物を使って瞬間移動をしようと騒動を起こす。
ロニー・リンカーン / トゥームストーン
声：乃村健次 / 英：コーリー・ジョーンズ
クレイブンの標的の1人で、元麻薬王。改心し現在はコニーアイランドのゴーカート場で整備士として働いている。
働いていたコニーアイランドにハンター達の突然の襲撃で戦場と化した際にはハンター達を返り討ちにするが、多勢に無勢で捕まってしまうが、スパイダーマン(ピーター)とハリーに救われた。
スクリーム
声：沢海陽子 / 英：ローラ・ベイリー
ハリーによってシンビオートが寄生したMJが変貌した姿。負の感情が爆発し、MJが普段抱えていたピーターへの不平不満が爆発して様々な不満をぶちまけながらピーターと戦い、説得や高周波をぶつけてようやく救い出し、シンビオートは消滅した。
マクドナルド・“マック”・ガーガン / スコーピオン
声：中尾隆聖 / 英：ジェイソン・スピサック
クレイブンの標的の1人で、殺し屋。サソリのような機械化バトルスーツを着用し、鋭い爪や毒針が付いた強力な尻尾を駆使して戦う。
「ラフト」に収監されていたが、「レイブンクロフト」へ移送中にハンター集団の襲撃を受け、クレイブンによって身柄を拘束される。
その後、クレイブンと直接対決をするが、毒針をもぎ取られて逆に突き立てられ殺害される。身に着けていたスーツはトロフィーとして収集された。
マックス・ディロン / エレクトロ
クレイブンの標的の1人で、毎分約1000ボルトの静電エネルギーを生み出せる人間発電機。
既にクレイブンによって殺害され、身に着けていたギアをトロフィーとして収集された。
エイドリアン・トゥームス / バルチャー
クレイブンの標的の1人で、天才的な技術者。飛行スーツを着用し、翼の先端からエネルギー弾を発射して戦う。
既にクレイブンによって殺害され、飛行スーツをトロフィーとして収集された。
アレクセイ・シツェビッチ / ライノ
クレイブンの標的の1人で、サイを模した防護スーツを身にまとう大男。超人的な強さと鋼のように強靭な体を持つ。
直接的な登場はせず、クレイブンの狩りからは生存できた模様。
ハーマン・シュルツ / ショッカー
クレイブンの標的の1人で、ハイテクスーツに身を包む金庫破り。強力な振動波を生み出すガントレットを武器としている。
既にクレイブンによって殺害され、身に着けていたヘルメットとガントレットをトロフィーとして収集された。
オットー・オクタビアス / ドクター・オクトパス
声：中博史 / 英：ウィリアム・サライヤーズ
ピーターの恩師である元科学者。1作目でのメインヴィラン。本作では常時RAFTにおり、本作のメインストーリーに関与はしない。病気の進行により手足は動かなくなっているはずだが、どういう理由か正常に動いている様子。
ドミトリ・スメルダコフ / カメレオン
声：？ / 英：ジム・ピリ
クレイブンの異母兄弟でピーターが活動初期に捕らえた悪党。クレイブンの標的の一人であるものの、クレイブンとはかつてコンビで活動していた。

### その他
ノーマン・オズボーン
声：堀内賢雄 / 英：マーク・ロルストン
ハリーの父。元ニューヨーク市長。「エミリー・メイ財団」の起ち上げに協力する。本作ではハリーがメインストーリーに関わってくるため、良くも悪くも愛情深い父親としての面が多い。
J・ジョナ・ジェイムソン
声：菅生隆之 / 英：ダリン・デ・ポール
MJの上司で、「デイリー・ビューグル」の発行人。スパイダーマンには否定的。大規模な人員整理を行おうとしており、MJを通じてブラックスパイダーマン暴走の要因の一端となった。
一方で、ヴェノムが大暴れした際はその凶行を嬉々として発信するようなことはせず、「変身してしまった」「あれがスパイダーマンと仮定するなら」とむしろスパイダーマンではないと認識しているようであり、逆説的に普段の活動による被害は救助活動の結果であることはわかってはいると思われる。
ビューグルの面接でのピーターとのやり取りが作中で描かれており、遅刻している彼に対し「コーヒーが覚めたら」と厳しいようで非常に曖昧な時間制限を提示し、発破をかけながら彼が来るまで待ち続けた。さらに、その上で彼が面接用に記事写真としてスパイダーマンが大写しになった写真を提示した際は文句も言わずに採用した。
ダニカ・ハート
声：渡辺明乃 / 英：アッシュリー・バーチ
人気番組「ダニキャスト」をポッドキャストで配信している女性。ジェイムソンとは対立的で、スパイダーマンを肯定する。ただし、ブラックスパイダーマンの凶悪な活動ぶりにはさすがに恐怖を覚えている。
ジェファーソン・デイビス
声：鈴木琢磨 / 英：ラッセル・リチャードソン
マイルズの父。リーに殺され、既に故人。
メイ・パーカー（通称メイおばさん）
声：土井美加 / 英：ナンシー・リナリ
ピーターの育て親でもある叔母。既に故人。